# Supercupa Europei UEFA
Supercupa Europei este competiție fotbalistică ce constă dintr-un singur meci, organizat anuală de UEFA în luna august și care se desfășoară între deținătoarea Ligii Campionilor și deținătoarea trofeului Europa League, cele mai importante competiții europene inter-cluburi.
Din 1972 până în 1999 Supercupa Europei se juca între deținătoarea Ligii Campionilor și deținătoarea Cupei Cupelor. După anularea Cupei Cupelor în 1999, Supercupa Europei s-a desfășurat între deținătoarea Ligii Campionilor și deținătoarea Cupei UEFA, redenumită în UEFA Europa League în 2009.
Deținătoarea actuală a trofeului este echipa engleză Manchester City, care în data de 16 august 2023 a învins echipa spaniolă FC Sevilla în urma loviturilor de departajare cu scorul de 5-4, scorul înregistrat după cele 90 de minute fiind de 1-1. Cele mai de succes cluburi sunt Real Madrid, FC Barcelona și AC Milan, fiecare câștigând câte cinci trofee.

## Istoric
Supercupa Europei a fost creată în anul 1971 de Anton Witkamp, reporter și mai târziu editor sportiv la ziarul olandez De Telegraaf. Ideea i-a venit în vremea în care fotbalul european era dominat de echipele olandeze (în special de Ajax). Witkamp căuta ceva care să decidă definitiv care este cea mai puternică echipă din Europa pentru a confirma statutul legendar al echipei Ajax, condusă de jucătorul Johan Cruyff. S-a propus atunci ca echipa câștigătoare a Cupei Campionilor Europeni să înfrunte câștigătoarea Cupei Cupelor.
Astfel s-au pus bazele pentru o nouă competiție. Totuși, când Witkamp a căutat să obțină aprobarea oficială, președintele UEFA a respins propunerea.
Meciul din 1972 dintre echipa olandeză Ajax și echipa scoțiană Rangers a fost considerat neoficial de către UEFA  deoarece echipa Rangers a primit interdicția de a juca în competițiile europene după comportamentul fanilor săi în finala Cupei Cupelor 1972. Prin urmare, UEFA a refuzat să aprobe oficial competiția până în anul următor. Meciul s-a jucat pe sistemul tur-retur și a fost sprijinit financiar de ziarul olandez De Telegraaf. Ajax a învins pe Rangers cu un golaveraj de 6-3 și au câștigat prima Supercupă a Europei (chiar dacă a fost neoficială).
În ediția din 1973 Ajax a învins pe AC Milan cu un golaveraj de 6-1 pentru a câștiga prima Supercupă a Europei recunoscută oficial de UEFA.
Deși sistemul tur-retur a fost păstrat până în 1997, Supercupa a fost decisă într-un singur meci în 1984, 1986 și 1991 din cauza conflictelor de program sau a condițiilor politice. În 1974, 1981 și 1985 Supercupa Europei nu s-a jucat deloc.
După sezonul 1998-1999 Cupa Cupelor a fost anulată de către UEFA. Supercupa Europei 1999 a fost astfel ultima care să se dispute între câștigătoarea Ligii Campionilor și câștigătoarea Cupei Cupelor. Lazio, câștigătoarea Cupei Cupelor 1998-1999 a învins pe Manchester United, câștigătoarea Ligii Campionilor 1998-1999, cu scorul de 1-0.
De atunci Supercupa Europei se joacă între câștigătoarea Ligii Campionilor și câștigătoarea Cupei UEFA, redenumită Europa League în 2009.
Chelsea este singurul club care să participe la Supercupa Europei în calitate de câștigătoare a celor trei competiții europene: Cupa Cupelor (1998), Liga Campionilor (2012) și Europa League (2013).
După 15 Supercupe consecutive jucate pe stadionul Stade Louis II din Monaco între 1998 și 2012, începând cu anul 2013 Supercupa Europei se joacă pe stadioane diferite, la fel ca și finala Ligii Campionilor sau Europa League.

## Trofeul
Trofeul Supercupa Europei este păstrat în permanență la UEFA; echipa câștigătoare primește o replică la scară reală a trofeului. Se oferă 30 de medalii de aur pentru echipa câștigătoare și 30 de medalii de argint pentru vicecampioană.
Trofeul Supercupa Europei a fost modificat de câteva ori de-a lungul istoriei. Primul trofeu oferit echipei Ajax în 1973 și 1974 era foarte mare; de fapt, era mai mare decât trofeul Cupei Campionilor Europeni. Acest trofeu a fost înlocuit cu o placă ce avea sigla de aur a UEFA. Următorul trofeu era cel mai mic și ușor dintre toate trofeele europene, având o greutate de 5 kg și 42,5 cm înălțime (trofeul UEFA Champions League cântărește 8 kg iar trofeul UEFA Europa League cântărește 15 kg). Trofeul actual cântărește 12,2 kg și are o înălțime de 58 cm.

## Reguli
Regulamentul Supercupei Europei este același cu celelalte competiții UEFA inter-cluburi. Este un singur meci desfășurat pe teren neutru. Meciul se desfășoară pe parcursul a două reprize de 45 de minute. Dacă scorul este egal la sfârșitul celor 90 de minute se joacă două reprize de prelungiri a câte 15 minute. Dacă scorul este tot egal, meciul se decide la loviturile de departajare. Fiecare echipa desemnează 18 jucători: 11 încep meciul, 7 sunt rezerve. Din cele 7 rezerve se pot schimba pe teren maxim 3 jucători. Fiecare echipă va juca în echipamentul de "acasă"; dacă echipamentele sunt asemănătoare una din echipe va purta echipamentul alternativ. Dacă un club refuză să participe sau este ineligibilă locul acesteia va fi luat de finalista competiției câștigate de clubul respectiv. Dacă nu se poate juca pe suprafața de joc din cauza condițiilor meteo meciul se va juca a doua zi.

## Stadion
Inițial competiția se juca pe sistemul tur-retur, cele două meciuri având loc pe stadioanele cluburilor participante, exceptând situațiile deosebite; de exemplu, în 1991 clubului Steaua Roșie Belgrad nu i s-a permis să joace returul în Iugoslavia din cauza războiului. Prim urmare, s-a jucat doar meciul tur de pe stadionul clubului Manchester United. Începând cu 1998 Supercupa Europei se joacă într-un singur meci pe teren neutru. Între 1998 și 2012 competiția s-a jucat pe stadionul Stade Louis II din Monaco. Începând cu 2013 se utilizează diferite stadioane.

### Stadioane folosite începând cu 1998
- 1998-2012:  Stade Louis II, Monaco
- 2013:  Eden Arena, Praga, Cehia
- 2014:  Cardiff City Stadium, Cardiff, Țara Galilor
- 2015:  Stadionul Miheil Meshi, Tbilisi, Georgia
- 2016:  Stadionul Lerkendal, Trondheim, Norvegia
- 2017:  Arena Filip II, Skopje, Macedonia
- 2018:  A. Le Coq Arena, Tallinn, Estonia
- 2019:  Vodafone Park, Istanbul, Turcia
- 2020:  Puskás Aréna, Budapesta, Ungaria
- 2021:  Windsor Park, Belfast, Irlanda de Nord
- 2022:  Stadionul Olimpic, Helsinki, Finlanda
- 2023:  Stadionul Karaiskakis, Pireu, Grecia
- 2024:  Stadionul Național Kazimierz Górski, Polonia

## Câștigători și Finaliști
| Spania              |        |                                    |           |                                    |               |
| Club Sportiv        | Trofee | Anii în care au câștigat           | Finaliști | Anii în care au pierdut            | Finale jucate |
| ------------------- | ------ | ---------------------------------- | --------- | ---------------------------------- | ------------- |
| Real Madrid         | 6      | 2002, 2014, 2016, 2017, 2022, 2024 | 3         | 1998, 2000, 2018                   | 9             |
| Barcelona           | 5      | 1992, 1997, 2009, 2011, 2015       | 4         | 1979, 1982, 1989, 2006             | 9             |
| Atlético Madrid     | 3      | 2010, 2012, 2018                   | –         |                                    | 3             |
| Valencia            | 2      | 1980, 2004                         | –         |                                    | 2             |
| Sevilla             | 1      | 2006                               | 6         | 2007, 2014, 2015, 2016, 2020, 2023 | 7             |
| Zaragoza            | –      |                                    | 1         | 1995                               | 1             |
| Villarreal          | –      |                                    | 1         | 2021                               | 1             |
| Italia              |        |                                    |           |                                    |               |
| Milan               | 5      | 1989, 1990, 1994, 2003, 2007       | 2         | 1973, 1993                         | 7             |
| Juventus            | 2      | 1984, 1996                         | –         |                                    | 2             |
| Parma               | 1      | 1993                               | –         |                                    | 1             |
| Lazio               | 1      | 1999                               | –         |                                    | 1             |
| Sampdoria           | –      |                                    | 1         | 1990                               | 1             |
| Inter Milano        | –      |                                    | 1         | 2010                               | 1             |
| Atalanta            | –      |                                    | 1         | 2024                               | 1             |
| Anglia              |        |                                    |           |                                    |               |
| Liverpool           | 4      | 1977, 2001, 2005, 2019             | 2         | 1978, 1984                         | 6             |
| Chelsea             | 2      | 1998, 2021                         | 3         | 2012, 2013, 2019                   | 5             |
| Manchester United   | 1      | 1991                               | 3         | 1999, 2008, 2017                   | 4             |
| Nottingham Forest   | 1      | 1979                               | 1         | 1980                               | 2             |
| Manchester City     | 1      | 2023                               | –         |                                    | 1             |
| Aston Villa         | –      |                                    | 1         | 1982                               | 1             |
| Arsenal             | –      |                                    | 1         | 1994                               | 1             |
| Germania            |        |                                    |           |                                    |               |
| Bayern              | 2      | 2013, 2020                         | 3         | 1975, 1976, 2001                   | 5             |
| Hamburg             | –      |                                    | 2         | 1977, 1983                         | 2             |
| Werder Bremen       | –      |                                    | 1         | 1992                               | 1             |
| Dortmund            | –      |                                    | 1         | 1997                               | 1             |
| Eintracht Frankfurt | –      |                                    | 1         | 2022                               | 1             |
| Olanda              |        |                                    |           |                                    |               |
| Ajax                | 2      | 1973, 1995                         | 1         | 1987                               | 3             |
| PSV                 | –      |                                    | 1         | 1988                               | 1             |
| Feyenoord           | –      |                                    | 1         | 2002                               | 1             |
| Belgia              |        |                                    |           |                                    |               |
| Anderlecht          | 2      | 1976, 1978                         | –         |                                    | 2             |
| Mechelen            | 1      | 1988                               | –         |                                    | 1             |
| Portugalia          |        |                                    |           |                                    |               |
| Porto               | 1      | 1987                               | 3         | 2003, 2004, 2011                   | 4             |
| Ucraina             |        |                                    |           |                                    |               |
| Dinamo Kiev         | 1      | 1975                               | 1         | 1986                               | 2             |
| Șahtior Donețsk     | –      |                                    | 1         | 2009                               | 1             |
| Rusia               |        |                                    |           |                                    |               |
| Zenit               | 1      | 2008                               | –         |                                    | 1             |
| CSKA Moscova        | –      |                                    | 1         | 2005                               | 1             |
| Scoția              |        |                                    |           |                                    |               |
| Aberdeen            | 1      | 1983                               | –         |                                    | 1             |
| România             |        |                                    |           |                                    |               |
| Steaua București    | 1      | 1986                               | –         |                                    | 1             |
| Turcia              |        |                                    |           |                                    |               |
| Galatasaray         | 1      | 2000                               | –         |                                    | 1             |
| Franța              |        |                                    |           |                                    |               |
| PSG                 | 1      | 2025                               | 1         | 1996                               | 2             |
| Steaua Roșie        | –      |                                    | 1         | 1991                               | 1             |

## Rezultate
De la înființarea competiției, începând cu sezonul 1973 și până în sezonul 1997 finala s-a disputat în dublă manșă, exceptând finalele din 1984, 1986 și 1991, când s-a jucat într-o singură partidă. Din 1998, și în prezent finala se joacă doar într-o singură manșă. Alte trei finale nu s-au ținut: în 1974, 1981 și 1985.
| Finala | Câștigătoare | Scor | Finalistă | Finala | Câștigătoare | Scor | Finalistă |
| ------ | ------------ | ---- | --------- | ------ | ------------ | ---- | --------- |

| 2023 | ♣ Manchester City | 1 - 1        | Sevilla           | 2024 | Real Madrid      | 2 - 0        | Atalanta            |
| 2021 | ♣ Chelsea         | 1 - 1        | Villareal         | 2022 | Real Madrid      | 2 - 0        | Eintracht Frankfurt |
| 2019 | ♣ Liverpool       | 2 - 2        | Chelsea           | 2020 | Bayern München   | 2 - 1        | Sevilla             |
| 2017 | Real Madrid       | 2 - 1        | Manchester United | 2018 | Atlético Madrid  | 4 - 2        | Real Madrid         |
| 2015 | Barcelona         | 5 - 4        | Sevilla           | 2016 | Real Madrid      | 3 - 2        | Sevilla             |
| 2013 | ♣ Bayern München  | 2 - 2        | Chelsea           | 2014 | Real Madrid      | 2 - 0        | Sevilla             |
| 2011 | Barcelona         | 2 - 0        | Porto             | 2012 | Atlético Madrid  | 4 - 1        | Chelsea             |
| 2009 | Barcelona         | 1 - 0        | Șahtior Donețsk   | 2010 | Atlético Madrid  | 2 - 0        | Inter               |
| 2007 | Milan             | 3 - 1        | Sevilla           | 2008 | Zenit            | 2 - 1        | Manchester United   |
| 2005 | Liverpool         | 3 - 1        | CSKA Moscova      | 2006 | Sevilla          | 3 - 0        | Barcelona           |
| 2003 | Milan             | 1 - 0        | Porto             | 2004 | Valencia         | 2 - 1        | Porto               |
| 2001 | Liverpool         | 3 - 2        | Bayern München    | 2002 | Real Madrid      | 3 - 1        | Feyenoord           |
| 1999 | Lazio             | 1 - 0        | Manchester United | 2000 | Galatasaray      | 2 - 1        | Real Madrid         |
| 1997 | Barcelona         | 3 - 1        | Borussia Dortmund | 1998 | Chelsea          | 1 - 0        | Real Madrid         |
| 1995 | Ajax              | 5 - 1        | Zaragoza          | 1996 | Juventus         | 9 - 2        | PSG                 |
| 1993 | Parma             | 2 - 1        | Milan             | 1994 | Milan            | 2 - 0        | Arsenal             |
| 1991 | Manchester United | 1 - 0        | Steaua Roșie      | 1992 | Barcelona        | 3 - 2        | Werder Bremen       |
| 1989 | Milan             | 2 - 1        | Barcelona         | 1990 | Milan            | 3 - 1        | Sampdoria           |
| 1987 | Porto             | 2 - 0        | Ajax              | 1988 | Mechelen         | 3 - 1        | PSV                 |
| 1985 | Nu s-a ținut      | Nu s-a ținut | Nu s-a ținut      | 1986 | Steaua București | 1 - 0        | Dinamo Kiev         |
| 1983 | Aberdeen          | 2 - 0        | Hamburg           | 1984 | Juventus         | 2 - 0        | Liverpool           |
| 1981 | Nu s-a ținut      | Nu s-a ținut | Nu s-a ținut      | 1982 | Aston Villa      | 3 - 1        | Barcelona           |
| 1979 | Nottingham Forest | 2 - 1        | Barcelona         | 1980 | ✠ Valencia       | 2 - 2        | Nottingham Forest   |
| 1977 | Liverpool         | 7 - 1        | Hamburg           | 1978 | Anderlecht       | 4 - 3        | Liverpool           |
| 1975 | Dinamo Kiev       | 3 - 0        | Bayern München    | 1976 | Anderlecht       | 5 - 3        | Bayern München      |
| 1973 | Ajax              | 6 - 1        | Milan             | 1974 | Nu s-a ținut     | Nu s-a ținut | Nu s-a ținut        |

## Trofee
| 1 | Spania   | 17 | 15 | 32 | 6  | Țările de Jos | 2 | 3 | 5 | 11 | Scoția | 1 | 0 | 1 |
| 2 | Anglia   | 10 | 10 | 20 | 7  | Portugalia    | 1 | 3 | 4 | 12 | Turcia | 1 | 0 | 1 |
| 3 | Italia   | 9  | 5  | 14 | 8  | Ucraina       | 1 | 2 | 3 | 13 | Franța | 1 | 1 | 1 |
| 4 | Belgia   | 3  | 0  | 3  | 9  | Rusia         | 1 | 1 | 2 | 14 | Serbia | 0 | 1 | 1 |
| 5 | Germania | 2  | 8  | 10 | 10 | România       | 1 | 0 | 1 |    |        |   |   |   |